# ジェレミー (ハイチ)
ジェレミー（ハイチ語: jeremi）はハイチ南西部の都市。グランダンス県の県庁所在地。南部ではレカイ、ジャクメルに次ぐ都市である。ポルトープランスから約297km西のチビュロン（チビウォン）半島の西端の北東部に位置し、ゴナイーヴ湾に面している。人口は約13.4人（2015年推計）。
アレクサンドル・デュマ・ペールの父トマ＝アレクサンドル・デュマの出身地で、1793年9月にはフランス革命に乗じたイギリス軍が侵攻した。著名な出身者に詩人が多く詩人の町と呼ばれることもある。
1964年にはトントン・マクートと軍のウィリアム・レガラ中尉らにより27人の市民が殺害された。これはジェレミーの虐殺（或はジェレミーの晩祷）と呼ばれる。1991年にジャン＝ベルトラン・アリスティドに対するクーデタを起こし軍事政権を率いたラウル・セドラ中将の出身地でもある。

## 脚註
1. 1 2  “Haiti: administrative units, extended”.   geoHive. 2016年10月5日時点のオリジナルよりアーカイブ。2023年11月13日閲覧。
2. ↑  Jean-Philippe Belleau, Massacres perpetrated in the 20th Century in Haiti#1957-1986: The dictatorial Duvalier regime,Online Encyclopedia of Mass Violence, Last modified: 27 June 2008.

座標: 北緯18度38分 西経74度7分 / 北緯18.633度 西経74.117度